# 韦斯特施泰德
韦斯特施泰德（德語：Westerstede，發音：[vɛstɐˈʃteːdə] ⓘ）是德国下萨克森州阿默兰县的城市，也是阿默兰县的县治，面积179.55平方千米，2023年12月31日人口为23,984人。